# دينيس بيركامب
دينيس نيكولاس ماريا بيركامب (بالهولندية: Dennis Nicolaas Maria Bergkamp) لاعب كرة قدم هولندي ولد في 10 مايو 1969 في أمستردام. لعب في لمنتخب بلاده لكرة القدم، ولعب سابقا مع نادي آرسنال الإنجليزي. بيركامب يلعب في خط الهجوم كمهاجم حيث استطاع أن يثبت مهاراته الكبيرة وتمريراته الدقيقة مما جعله من بين أعظم اللاعبين الهولنديين والأوروبين عبر التاريخ.
على الرغم مما قدمه لانديته ومنتخب بلادة، الا انه لم يتوج بالكرة الذهبية في مسيرته الكروية، بل حقق المركز الثاني عام 1993 بعد الإيطالي روبرتو باجو، حينها كان بيركامب مع الانتر ميلان.
يعمل بيركامب حالياً كمساعد مدرب لنادي أياكس أمستردام الهولندي.
وقد تم اختيار بيركامب من قبل بيليه كأحد أفضل 125 لاعب كرة قدم حي ويعتبر على نطاق واسع بوصفه واحدا من أعظم اللاعبين في جيله. في عام 2007، دخل كعضو في قاعة مشاهير كرة القدم الإنجليزية، وهو اللاعب الهولندي الوحيد الذي يتلقى مثل هذه الشرف.

## مشواره الكروي

### أياكس أمستردام
كان ظهور بيركامب الأول مع نادي أياكس أمستردام الهولندي الشهير، حيث لعب لفريق ناشئي النادي. أخذ بيركامب فرصته للعب مع الفريق الأول تحت قيادة المدرب يوهان كرويف اللاعب الأسطورة الهولندي في 14 ديسمبر 1986 م. لعب أول مباراة رسمية له ضد نادي رودا كيرك رادن، ولعب في ذاك الموسم أربعة عشر مباراة.
في الموسم التالي أصبح بيركامب لاعبا أساسيا في تشكيلة نادي أياكس. وفاز بيركامب مع النادي ببطولة الدوري الهولندي عام 1990 م وكأس الاتحاد الأوروبي 1992 م وكأس هولندا عام 1993 م. اختير كأفضل لاعب في هولندا لعام 1991 و1993 م. كان مجموع ما سجله بيركامب من الأهداف 122 هدفا في 239 مباراة لعبها مع نادي مدينته.

### إنتر ميلان
في صيف 1993 م انتقل بيركامب برفقة زميله في نادي أياكس فيم يونك إلى نادي إنتر ميلان. بالرغم من فوزه مع النادي ببطولة كأس الاتحاد الأوروبي إلا أن مشاركته تعد غير ناجحة مع النادي الإيطالي. لم يتكيف بيركامب مع أجواء الدوري الإيطالي وأسلوب لعبه الدفاعي، سجل فقط 11 هدفا في 50 مباراة.

### آرسنال
بعد موسمين سيئين لبيركامب مع إنتر ميلان، انتقل بيركامب إلى نادي آرسنال الإنجليزي ووقع عقد انضمامه في يونيو 1995 م. سجل بيركامب هدفه الأول بعد 8 مباريات لعبها مع آرسنال. كان يلعب بيركامب كمهاجم خلف رأس الحربة مباشرة وهو إيان رايت، وشكلا معا ثنائيا متميزا. تم تشبيهه من قبل العديد من نقاد كرة القدم بآلان هانسن اللاعب الأجنبي الأبرز في تاريخ الدوري الإنجليزي.
بعد وصول آرسين فينجر لآرسنال في سبتمبر 1996 م قدم بيركامب عروضا متميزة. فاز بيركامب مع آرسنال ببطولة الدوري وكذلك بكأس الاتحاد الإنجليزي لكرة القدم مرتان على التوالي في عامي 1997 و1998. تم التصويت لبيركامب كأفضل لاعب في عام 1998. أحرز 16 هدفا في ذلك الموسم وكذلك ساهم مع منتخب بلاده في الحصول على المركز الرابع في بطولة كأس العالم لكرة القدم 1998.
أبرز ما قدمه بيركامب بعد كأس العالم كان فوزه مع ناديه بثنائية الدوري والكأس عام 2002 م وكأس الاتحاد الإنجليزي لكرة القدم عام 2003 م والدوري للمرة الثالثة في عام 2004. لم ينجح النادي في المنافسات الأوروبية كناجحه على المستوى المحلي والخسارة الأكثر حزنا والتي كان فيها نادي آرسنال الأقرب إلى الفوز باللقب كانت في كأس الاتحاد الأوروبي لكرة القدم لعام 2000 عندما خسر النادي في النهائيات بسبب ركلات الترجيح.
بسبب تردد آرسنال في عام 2005 م في عقد صفقة جديدة معه كان هناك تخمينات بأن بيركامب سوف يغادر النادي ويعتزل الكرة نهائيا. وكان بيركامب قد صرح قائلا بأنه سوف يعتزل اللعب إذا لم يعرض ناديه آرسنال عقدا جديدا عليه على الرغم من تقديم ناديه السابق أياكس عرضا له. بعد فوز آرسنال على نادي مانشستر يونايتد في المباراة النهائية لكأس اتحاد كرة القدم تم الكشف عن عقد صفقة جديدة بين النادي وبيركامب لمدة سنة كاملة.

## الإحصائيات
| النادي         | الموسم    | الدوري           | الدوري | الدوري  | كأس وطني | كأس وطني | كأس دوري | كأس دوري | قاري   | قاري    | أخرى   | أخرى    | المجموع | المجموع |
| النادي         | الموسم    | الدرجة           | الظهور | الأهداف | الظهور   | الأهداف  | الظهور   | الأهداف  | الظهور | الأهداف | الظهور | الأهداف | الظهور  | الأهداف |
| -------------- | --------- | ---------------- | ------ | ------- | -------- | -------- | -------- | -------- | ------ | ------- | ------ | ------- | ------- | ------- |
| أياكس أمستردام | 1986–87   | الدوري الهولندي  | 14     | 2       | 5        | 0        | —        | —        | 4      | 0       | —      | —       | 25      | 0       |
| أياكس أمستردام | 1987–88   | الدوري الهولندي  | 25     | 5       | 1        | 0        | —        | —        | 6      | 1       | 2      | 0       | 34      | 6       |
| أياكس أمستردام | 1988–89   | الدوري الهولندي  | 30     | 13      | 3        | 3        | —        | —        | 1      | 0       | —      | —       | 34      | 16      |
| أياكس أمستردام | 1989–90   | الدوري الهولندي  | 25     | 8       | 2        | 1        | —        | —        | 1      | 0       | —      | —       | 28      | 9       |
| أياكس أمستردام | 1990–91   | الدوري الهولندي  | 33     | 25      | 3        | 1        | —        | —        | 0      | 0       | —      | —       | 36      | 26      |
| أياكس أمستردام | 1991–92   | الدوري الهولندي  | 30     | 24      | 3        | 0        | —        | —        | 11     | 6       | —      | —       | 44      | 30      |
| أياكس أمستردام | 1992–93   | الدوري الهولندي  | 28     | 26      | 4        | 4        | —        | —        | 8      | 3       | —      | —       | 40      | 33      |
| أياكس أمستردام | المجموع   | المجموع          | 239    | 122     | 21       | 9        | 0        | 0        | 31     | 10      | 2      | 0       | 44      | 12      |
| إنتر ميلان     | 1993–94   | الدوري الإيطالي  | 31     | 8       | 6        | 2        | —        | —        | 11     | 8       | —      | —       | 50      | 10      |
| إنتر ميلان     | 1994–95   | الدوري الإيطالي  | 21     | 3       | 3        | 0        | —        | —        | 2      | 1       | —      | —       | 29      | 10      |
| إنتر ميلان     | المجموع   | المجموع          | 52     | 11      | 9        | 2        | 0        | 0        | 13     | 9       | 0      | 0       | 79      | 20      |
| أرسنال         | 1995–96   | الدوري الإنجليزي | 33     | 11      | 1        | 0        | 7        | 5        | 0      | 0       | —      | —       | 11      | 2       |
| أرسنال         | 1996–97   | الدوري الإنجليزي | 29     | 12      | 2        | 1        | 2        | 1        | 1      | 0       | —      | —       | 8       | 0       |
| أرسنال         | 1997–98   | الدوري الإنجليزي | 28     | 16      | 7        | 3        | 4        | 2        | 1      | 1       | —      | —       | 52      | 44      |
| أرسنال         | 1998–99   | الدوري الإنجليزي | 29     | 12      | 6        | 3        | 1        | 0        | 3      | 1       | 1      | 1       | 52      | 27      |
| أرسنال         | 1999–2000 | الدوري الإنجليزي | 28     | 6       | 0        | 0        | 0        | 0        | 11     | 4       | 0      | 0       | 48      | 23      |
| أرسنال         | 2000–01   | الدوري الإنجليزي | 25     | 3       | 5        | 1        | 0        | 0        | 5      | 1       |        |         | 51      | 31      |
| أرسنال         | 2001–02   | الدوري الإنجليزي | 33     | 9       | 6        | 3        | 1        | 0        | 6      | 2       | —      | —       | 51      | 31      |
| أرسنال         | 2002–03   | الدوري الإنجليزي | 29     | 4       | 4        | 2        | 0        | 0        | 7      | 1       | 1      | 1       | 51      | 30      |
| أرسنال         | 2003–04   | الدوري الإنجليزي | 28     | 4       | 3        | 1        | 0        | 0        | 6      | 0       | 1      | 1       | 40      | 25      |
| أرسنال         | 2004–05   | الدوري الإنجليزي | 29     | 8       | 4        | 0        | 0        | 0        | 4      | 0       | 1      | 1       | 40      | 25      |
| أرسنال         | 2005–06   | الدوري الإنجليزي | 24     | 2       | 1        | 0        | 1        | 0        | 4      | 1       | 1      | 1       | 40      | 25      |
| أرسنال         | المجموع   | المجموع          | 315    | 87      | 39       | 14       | 16       | 8        | 48     | 11      | 5      | 0       | 345     | 211     |
| الإجمالي       | الإجمالي  | الإجمالي         | 552    | 201     | 69       | 25       | 16       | 8        | 92     | 30      | 7      | 0       | 596     | 288     |

1. ↑  المباريات في كأس مصر، وكأس سويسرا، وكأس الاتحاد الإنجليزي، وكأس إيطاليا
2. ↑  المباريات في كأس رابطة الأندية الإنجليزية المحترفة
3. ↑  مباراتين في دوري أبطال أوروبا؛ و 14 مباراة و هدفين في الدوري الأوروبي
4. 1 2 3 4 5 6 7 8  المباريات في دوري أبطال أوروبا
5. ↑  المباراة في درع الاتحاد الإنجليزي
6. ↑  المباريات في الدوري الأوروبي
7. ↑  المباريات في الدوري الأوروبي
8. ↑  المباريات في الدوري الأوروبي

## تاريخه مع منتخب هولندا
ظهر بيركامب لأول مرة مع المنتخب الهولندي لكرة القدم عام 1990 في مباراة ضد إيطاليا. أول بطولة كبيرة شارك فيها كانت بطولة أمم أوروبا 1992 من حيث كانت هولندا هي حاملة اللقب. خسر الفريق الهولندي بعد ذلك لسوء الحظ في بطولة أوروبا 1992 وذلك بسبب ركلات ترجيح في الربع النهائي. في تلك البطولة جذب بيركامب الأنظار مما دعى إنتر ميلان للتعاقد معه.
لمع بيركامب أيضا في كأس العالم 1994, لعب في كل المباريات، وأحرز هدفا رائعا على البرازيل ولكن الفريق الهولندي خسر حينها 3 مقابل 2. وخاب أمل هولندا في بطولة أوروبا 1996, على الرغم من أن بيركامب سجل هدفا وباتريك كلايفرت سجل هدفا على شباك انكلترا والذي أدى إلى الربع النهائي.
في كأس العالم 1998 أحرز بيركامب 3 أهداف، الأكثر بروزا كان هدف الفوز في الدقيقة الأخيرة من ربع النهائي ضد الأرجنتين. حيث استطاع بيركامب بالسيطرة على تمريرة هوائية طويلة جائته من فرانك دي بورمن على بعد 50 ياردة، وقام حينها بحركة نقر الكرة العكسية أي يقوم بتهدئة الكرة ثم يأتي إليها من جهة أخرى، وهذه الحركة أدت إلى خداع المدافع الأرجنتيني روبيرت أيالا بقدمه اليمنى، وبعد ذلك ركل الكرة مشكلا تسديدة نصف لولبية لتأتي في زاوية شباك المرمى من على يمين الحارس. لقد اعتبار هذا الهدف أفضل أجمل اهداف كاس العالم 1998 بفرنسا.
في بطولة أوروبا 2000 كان الفريق الهولندي واحد من الفرق المفضلة. فبعد التقدم عبر مجموعة الموت، فقد خسروا أيضا في ركلات الترجيح مع إيطاليا في ربع النهائيات. بيرغكامب لم يحرز أي هدف على الإطلاق ولكنه أدى أداء هام وجيد. وبعد الهزيمة بيركامب أعلن تقاعده عن اللعب في كرة القدم دوليا (أي لا يلعب مع المنتخب الدولي وانما فقط مع الأندية), والسبب هو اقتراب موعد كأس العالم 2002, والذي سيقام في اليابان وجنوب كوريا وحالة بيركامب لا تستدعي أن يشترك في البطولة فهي تمنعه من السفر إلى هناك (تابع القراءة لتعرف السبب). ولكن في النهاية هولندا لم تتأهل أصلا إلى كأس العالم 2002.
انهى بيركامب مهنته الدولية مع فريقه الهولندي وكان إحصائيات أهدافه هي 37 هدفا في 79 مباراة. وترتيبه الثاني في قائمة أفضل هداف في فريق هولندا، والأول هو باتريك كلايفيرت.

## مزاياه
بيركامب مهاجم، تتميز أهدافه بالنوعية لا بالكمية. يتميز بيركامب بتصور الموقف وكيفية تسجيله لهدفه قبل أن تسنح له الفرصة، وحينها يستطيع أن يجعل تلك الفرصة تسنح له دون أن ينظر. وكمثال جيد، هدفه الرائع الذي أحرزه على نادي نيوكاسل وذلك في 2 من شهر مارس/آذار عام 2002, والذي فاز لاحقاً بجائزة هدف الموسم.
هذا الهدف يشرح العديد من المزايا التي يتحلى بها بيركامب:
- تحكمه الرائع بالكرة
- لمساته السحرية الأخيرة
- مهاراته في اجتياز المدافعين مع تفكير سريع
- أداءه في التهديف أو في صنع الأهداف من خارج منطقة الجزاء

المحلل الرياضي «جيرون هينمان» يحلل أثر تمريرات بيركامب وكيف يمكنها أن تشق طريقا في خط دفاع الخصم:
«انها معجزة. لحظة واحدة تكون فيها منطقة الجزاء محتشدة باللاعبين والطرق فيها ضيقة. فجأة نرى تشتت اللاعبين وطرق مفتوحة»

## ظاهرة الخوف من الطيران
بيركامب معروف بظاهرة خوفه من الطيران أي أنه يخاف أن يسافر عبر الطائرة وقد لقبه الجميع باسم الهولندي الذي لا يطير. عادة ما يكون غير قادر على اللعب في المباريات التي يجريها آرسنال خارج إنكلترا. في الحالات القصوى والمباريات الهامة استطاع بيركامب تحمل معاناة السفر بواسطة قطار أو حافلة أو سيارة أقربائه أو زملائه. عندما يسافر بيركامب إلى بلد آخر غير إنجلترا ليلعب مباراة هامة عبر حافلة أو قطار، فإن الرحلة الطويلة التي يجريها تمنعه من العودة إلى إنكلترا للعب في مباراة الإياب مما يؤدي إلى غيابه عن معظم مبارايات الإياب.
السبب في اعتزال بيركامب من اللعب دوليا مع الفريق الهولندي كان ابان كأس العالم لكرة القدم 2002 حيث اجريت البطولة في اليابان وكوريا الجنوبية وبالنسبة له فإن الذهاب إلى اليابان وكوريا كان يحتاج إلى سفر عبر الطائرة حتما، والسفر إلى هناك عبر حافلة أو قطار أمر شبه مستحيل، لذا قام باعتزال اللعب الدولي، ولكن هولندا في النهاية لم تتأهل إلى تلك البطولة